# Tele Gra
Tele Gra – program telewizyjny stanowiący połączenie standardowego teleturnieju z programem interaktywnym (Call TV) emitowany przez TVN od 17 stycznia 2002 roku do 29 grudnia 2004. Od 1 do 29 marca 2002 roku emitowało go również TVN 7. Jego prowadzącymi byli między innymi Agnieszka Wróblewska, Ireneusz Bieleninik, Sławomir Sochacki oraz Małgorzata Opczowska.
Audycja powstawała w oparciu o holenderski pomysł o nazwie „Puzzeltijd”. Przejęła po nim także czołówkę (dostosowano ją jednak do języka polskiego) i część oprawy graficznej oraz muzycznej.

## Charakterystyka programu
W programie występowali goście w studiu oraz widzowie dzwoniący do teleturnieju. Główną wygraną dla zawodników w studiu do końca sierpnia 2004 było 10 000 zł, a od września 2004 jej wartość zmalała do 4 000 zł.
Nadawano również specjalne odcinki Tele Gry, w których występowali m.in. znani aktorzy, przekazujący wygraną na cele charytatywne.
Zagadki w programie dotyczyły odgadywania wyrazów. Zawodnicy w studio układali słowa, przestawiając sylaby, rozwiązywali krzyżówki, odgadywali słowa na podstawie definicji, długości wyrazu oraz jego pierwszej i ostatniej litery, a w finale układali dłuższe wyrazy z krótszych, poprzez dodawanie podanych przez prowadzącego liter.
Pomiędzy kolejnymi rundami gry z udziałem uczestników w studio prowadząca zachęcała telewidzów do zgłaszania się i odgadywania zagadek przygotowanych dla oglądających. Zadanie było podobne do finału gry zasadniczej.

## Zasady gry
W grze w studio brało udział czworo zawodników podzielonych na dwie pary. Pojedynki wewnątrz par rozgrywano oddzielnie, na tych samych zasadach, a ich zwycięzcy trafiali do półfinału.

### Runda 1.
Runda 1. polegała na układaniu słów z rozsypanych sylab. Zawodnik, który nacisnął przycisk jako pierwszy, miał prawo odpowiedzi. Za poprawną odpowiedź można było otrzymać 10 punktów. Gdy zawodnik nie podał odpowiedzi po upływie 3 sekund lub podał błędną, prawo do odpowiedzi zyskiwał przeciwnik. Do osiągnięcia było 12 słów. W przypadku remisu rozgrywano dogrywkę w postaci dodatkowego hasła.

### Runda 2.
Runda 2. polegała na rozwiązywaniu krzyżówki. Zawodnicy wybierali hasła, a prowadzący czytał podpowiedź. Jako pierwszy odpowiadał gracz, który zdobył mniej punktów w rundzie 1. Po udzieleniu poprawnej odpowiedzi gracz otrzymywał 20 punktów, a po błędnej tracił kolejkę na rzecz przeciwnika. Prawo do odpowiedzi miał zawsze ten zawodnik, który jako ostatni odpowiedział poprawnie. Gra kończyła się po odgadnięciu wszystkich haseł, a osoba, która zdobyła w sumie więcej punktów w obu rundach, przechodziła do półfinału.

### Półfinał
W półfinale występowali zwycięzcy pojedynków; liczniki ich punktów zerowano. Zadanie polegało na odgadywaniu wyrazów: najpierw prowadzący podawał liczbę liter znajdujących się w wyrazie (od 4 do 7), następnie podawał pierwszą i ostatnią literę oraz czytał dwa słowa-podpowiedzi. Prawo odpowiedzi zdobywał gracz, który szybciej wcisnął przycisk. W przypadku błędnej odpowiedzi lub jej braku prawo do odgadywania uzyskiwał przeciwnik. Za poprawną odpowiedź można było zdobyć dziesięciokrotność liczby liter odgadywanego wyrazu (tj. 40, 50, 60 lub 70 pkt). Po zadaniu 8 zagadek zawodnik, który zdobył większą liczbę punktów, awansował do finału.

### Finał
Zadanie finałowe polegało na rozwiązaniu piramidy słownej, która składała się z 6 słów, z czego pierwsze, 3-literowe, zawsze było odsłaniane na początku. Każde kolejne słowo składało się z liter słowa poprzedniego i jednej dodatkowej. Zawodnik miał 45 sekund na odgadnięcie kolejnych pięciu wyrazów. Zegar zatrzymywał się po każdej poprawnej odpowiedzi – wtedy zawodnik miał chwilę, aby zastanowić się czy chce grać dalej. Jeśli zdecydował się kontynuować grę, ujawniano dodatkową literę i wznawiano upływ czasu. W przypadku rezygnacji z dalszej gry uczestnik wygrywał tyle pieniędzy, ile warte było ostatnie odgadnięte słowo:
- za pierwsze słowo (3-literowe, odsłaniane na samym początku) – gwarantowane 500 zł,
- za drugie słowo (4-literowe) – 1000 zł,
- za trzecie słowo (5-literowe) – 1500 zł,
- za czwarte słowo (6-literowe) – 2000 zł,
- za piąte słowo (7-literowe) – 2500 zł,
- za szóste słowo (8-literowe) – główną wygraną w wysokości 10 000 zł.

W sytuacji, gdy zawodnik zdecydował się grać dalej, ale nie zdążył podać poprawnej odpowiedzi z powodu upływu wyznaczonego czasu, wygrywał gwarantowane 500 zł, bez względu na ilość odgadniętych wyrazów.